# Baby Arizmendi
Baby Arizmendi (* 17. März 1914 in Torreón, Coahuila, Mexiko; † 31. Dezember 1962) war ein mexikanischer Boxer im Federgewicht.

## Profi
Er blieb in seinen ersten 12 Kämpfen ungeschlagen. Am 30. August im Jahre 1934 besiegte er den US-amerikaner Mike Belloise über 15 Runden durch einstimmigen Beschluss und wurde dadurch Weltmeister des ehemaligen Verbandes NYSAC. zugleich wurde er auch als universeller Weltmeister angesehen. Diesen Titel wurde er allerdings bereits im darauffolgenden Jahr los.
Im Jahre 2004 fand Arizmendi Aufnahme in die International Boxing Hall of Fame.